# Wargaczowate
Wargaczowate (Labridae) – jedna z najbardziej licznych w gatunki – po babkowatych i pielęgnicowatych – rodzin ryb okoniokształtnych (Perciformes). Obejmuje ponad 500 współcześnie żyjących gatunków bardzo zróżnicowanych morfologicznie i ekologicznie, szeroko rozprzestrzenionych w wodach morskich. W zapisie kopalnym znane są od paleocenu.

## Występowanie
Zasięg występowania Labridae obejmuje Ocean Spokojny, Ocean Atlantycki i Ocean Indyjski oraz przyległe morza. Występują w wodach przybrzeżnych i nad szelfem kontynentalnym.
Najwięcej wargaczowatych występuje w morzach tropikalnych, zwłaszcza w sąsiedztwie raf koralowych. Zasiedlają również morza stref umiarkowanych. Występują na różnych głębokościach i w większości dostępnych siedlisk.

## Budowa ciała
Jest to jedna z najbardziej zróżnicowanych rodzin ryb – pod względem kształtu, wielkości i ubarwienia ciała, a także zajmowanych siedlisk.
Nieduży otwór gębowy w położeniu końcowym, zakończony jest wyraźnie zaznaczonymi, grubymi wargami, od których pochodzi nazwa rodziny. Zęby są ostre, niezrośnięte, zazwyczaj wystające na zewnątrz. Zęby gardłowe o szerokich koronach. Płetwa grzbietowa pojedyncza, długa, rozpięta na 8–21 promieniach twardych (ciernistych) i 6–21 miękkich. Płetwa odbytowa wsparta na 3–6 promieniach twardych i 7–18 miękkich. Łuski cykloidalne, zwykle duże lub średnie. Linia boczna przerwana lub ciągła. 

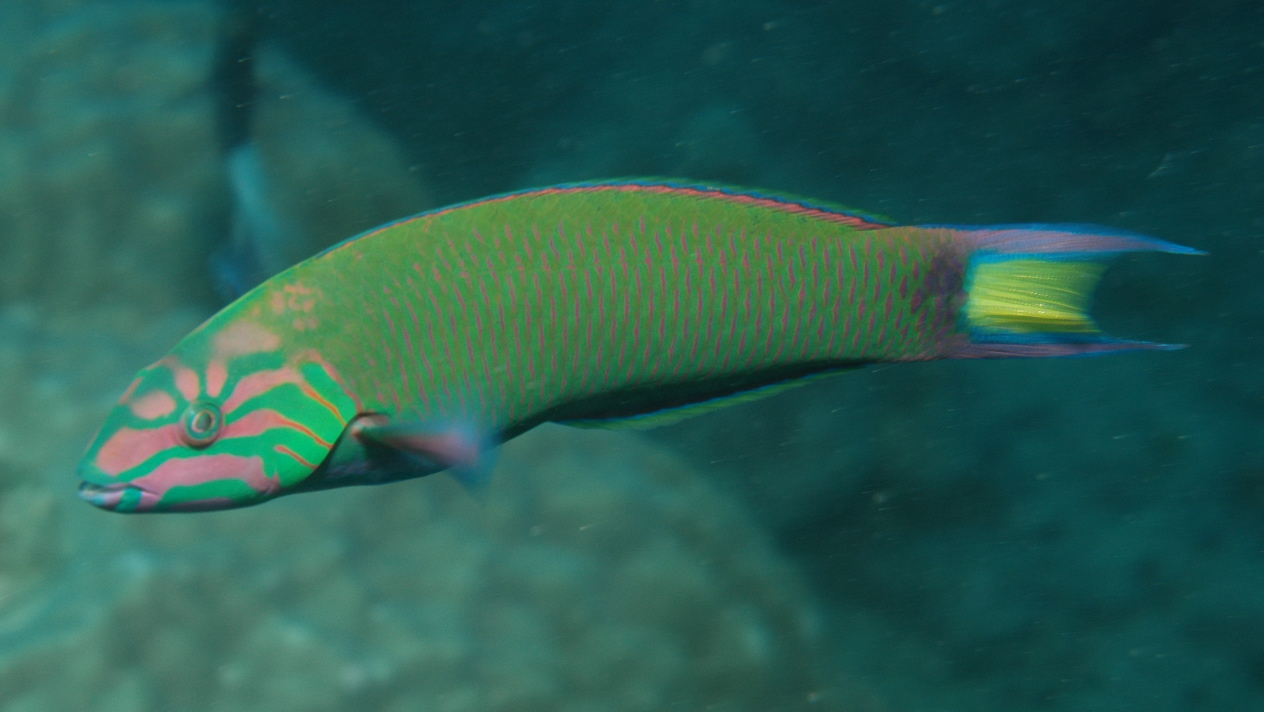
Thalassoma lunare

W obrębie rodziny występuje duże zróżnicowanie rozmiarów (od kilku centymetrów u najmniejszych czyścicieli do 2,3 m u Cheilinus undulatus), kształtu i koloru. Długość ciała większości gatunków nie przekracza 20 cm. Masa ciała największych osobników wynosi ponad 100 kg. Ubarwienie, często bardzo bogate w różnorodne wzory i desenie, jest zależne od wieku i płci ryby. W obrębie jednego gatunku może występować różnorodna kolorystyka.

## Biologia i ekologia

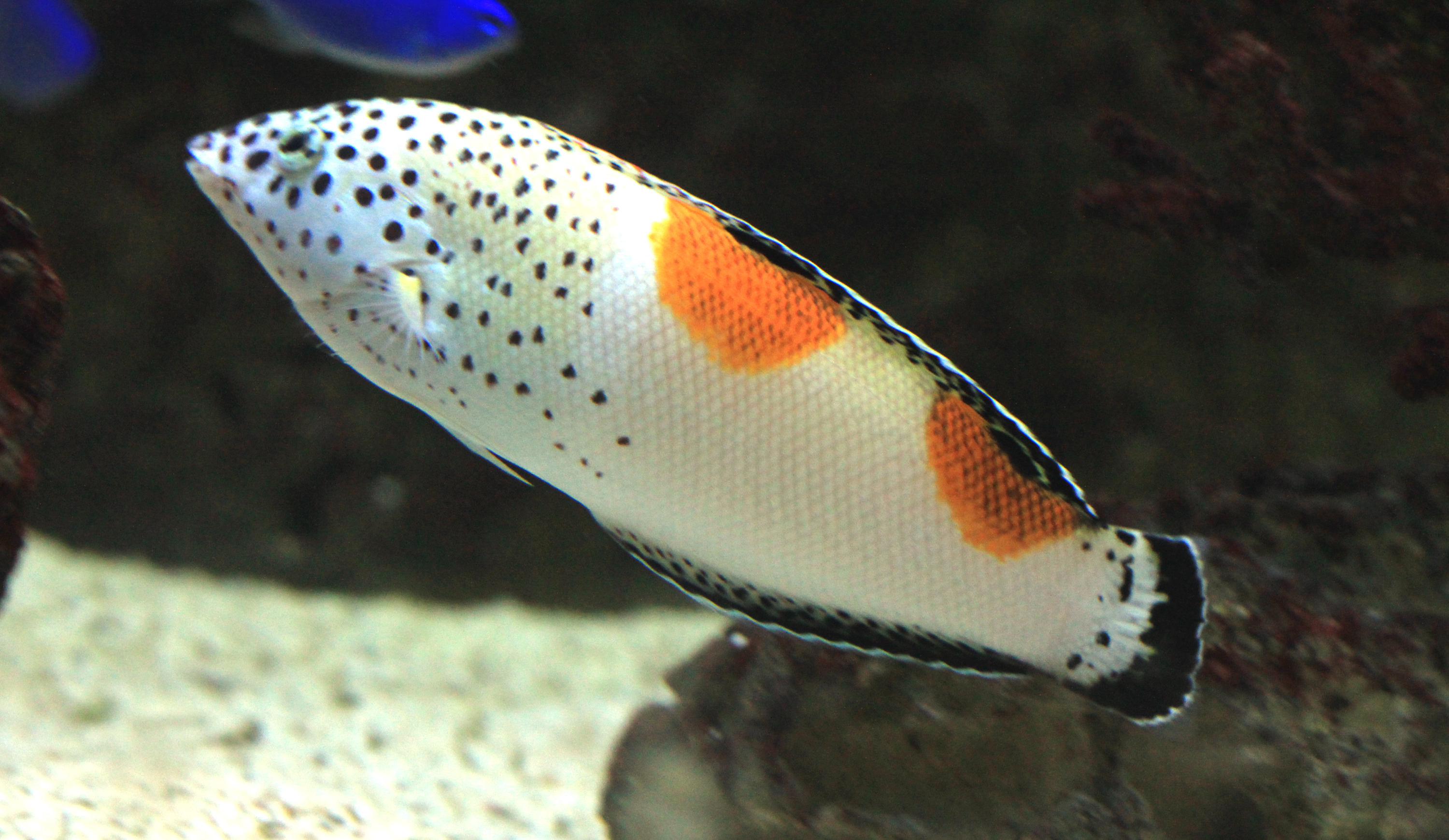
Coris aygula

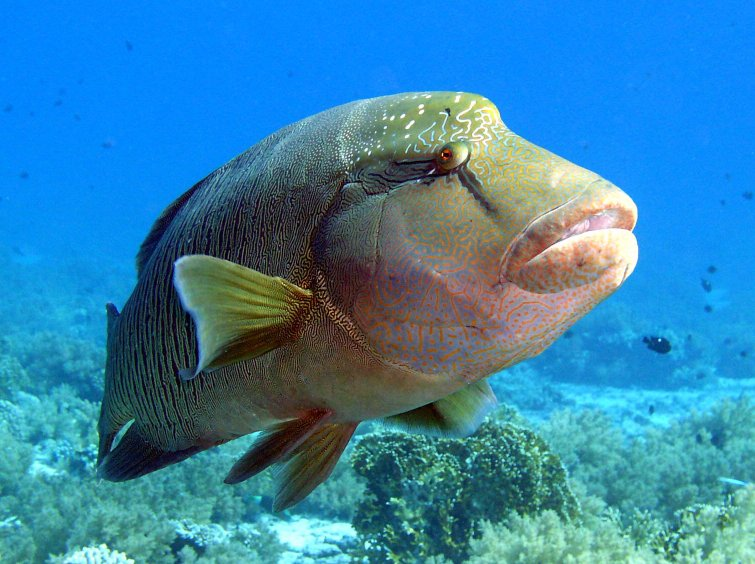
Cheilinus undulatus

U większości wargaczowatych występuje protogynia, czyli hermafrodytyzm sekwencyjny. Gdy w jakiś sposób samiec zostanie wyeliminowany, np. zjedzony przez drapieżnika, samica przejmuje jego rolę, zmienia wygląd (barwę) i zaczyna produkować plemniki – przemiana trwa ok. dobę. Zmiana płci u wargaczowatych to przeważnie zmiana z samicy na samca, ale eksperymentalne okoliczności pozwoliły na zmianę płci z męskiej na żeńską. Umieszczenie dwóch męskich labroides dimidiatus w tym samym zbiorniku skutkuje tym, że mniejszy z nich ponownie stanie się samicą.
Większość jest mięsożerna. Żywią się ślimakami, małżami, skorupiakami, rybami i zooplanktonem. Tylko nieliczne żywią się pokarmem roślinnym. Do najmniejszych przedstawicieli rodziny należą ryby-czyściciele, gatunki pasożytożerne, żywiące się pasożytami skórnymi ryb z innych gatunków.

## Znaczenie gospodarcze
Duże i średnie gatunki mają znaczenie gospodarcze (ryby konsumpcyjne), natomiast wiele spośród mniejszych wargaczy, m.in. z rodzaju Coris jest hodowanych w akwariach morskich.

## Klasyfikacja
Pod względem liczby gatunków Labridae jest piątą rodziną ryb i drugą wśród ryb morskich. Zaliczono do niej około 1500 taksonów, z czego ponad 500 uznawane jest za poprawnie opisane. Współcześnie żyjące gatunki sklasyfikowano w rodzajach:
Acantholabrus – Achoerodus – Ammolabrus – Anampses – Anchichoerops – Austrolabrus – Bodianus – Centrolabrus – Cheilinus – Cheilio – Choerodon – Cirrhilabrus – Clepticus – Conniella – Coris – Ctenolabrus – Cymolutes – Decodon – Diproctacanthus – Doratonotus – Dotalabrus – Epibulus – Eupetrichthys – Frontilabrus – Gomphosus – Halichoeres – Hemigymnus – Hologymnosus – Iniistius – Labrichthys – Labroides – Labropsis – Labrus – Lachnolaimus – Lappanella – Larabicus – Leptojulis – Macropharyngodon – Malapterus – Minilabrus – Nelabrichthys – Notolabrus – Novaculichthys – Novaculoides - Ophthalmolepis – Oxycheilinus – Oxyjulis – Paracheilinus – Parajulis – Pictilabrus – Polylepion – Pseudocheilinops – Pseudocheilinus – Pseudocoris – Pseudodax – Pseudojuloides – Pseudolabrus – Pteragogus – Semicossyphus – Stethojulis – Suezichthys – Symphodus – Tautoga – Tautogolabrus – Terelabrus – Thalassoma – Wetmorella – Xenojulis – Xiphocheilus – Xyrichtys
Badania molekularne potwierdzają monofiletyzm rodziny.